# Claudio Cavallaro
Claudio Cavallaro (Verona, 27 luglio 1934 – Milano, 3 marzo 2003) è stato un compositore e cantante italiano.
Ha composto le musiche di alcuni evergreen della musica leggera italiana, come Applausi, Il carnevale, Lisa dagli occhi blu, Eternità, che lo hanno fatto entrare nella storia della canzone italiana.

## Biografia
Con la famiglia si trasferì a Bolzano, dove compì gli studi di pianoforte al Conservatorio Claudio Monteverdi; iniziò quindi la carriera come voce solista nella band torinese The Ander's Quartet, con cui incise alcuni 45 giri all'inizio degli anni '60 pubblicati dalla Excelsius, sottoetichetta della Fonit Cetra; il gruppo poi cambiò il nome in The Four Ander's, passando alla casa madre.
Si iscrisse alla Siae nel 1962, ed iniziò a comporre canzoni per vari artisti, collaborando con vari parolieri.
Nel 1967 si fece notare con Amico ascoltami, incisa da Gene Pitney, ma il primo successo lo ottenne l'anno successivo con Applausi, incisa dal complesso dei Camaleonti; il brano rimase in classifica per dodici settimane, piazzandosi al primo posto per tre settimane dal 29 novembre al 13 dicembre  riconfermandosi primo per altre due dal 3 al 10 gennaio.
Successivamente conobbe Giancarlo Bigazzi, musicista e autore di testi con cui stabilì un fortunato sodalizio che durò per alcuni anni: una delle prime canzoni scritte insieme fu Lisa dagli occhi blu, incisa da Mario Tessuto, che, seconda classificata a Un disco per l'estate 1969, diventò in breve tempo una delle più vendute dell'anno, oltre che uno dei brani simbolo degli anni sessanta; da essa venne tratto un omonimo musicarello.
Lisa dagli occhi blu rimase in classifica per quindici settimane, piazzandosi al primo posto dal 16 al 23 luglio e altre quattro settimane dal 20 agosto al 10 settembre 1969.
Nello stesso anno, insieme a Luciano Beretta (il coautore di Applausi), scrisse una canzone per bambini, Ciao, Napoleone, che venne presentata allo Zecchino d'Oro.
Nel 1970 partecipò al Festival di Sanremo con Eternità, una delle sue canzoni più note, presentata da Ornella Vanoni in coppia con il complesso dei Camaleonti (di recente reincisa dalla Vanoni insieme ai Pooh): è proprio la versione della band milanese a vendere di più, arrivando fino al secondo posto e restando in classifica per tredici settimane.
Nel 1971 ancora in tandem con Giancarlo Bigazzi scrive la canzone America, presentata da Fausto Leali al Festivalbar 1971.
In qualità di compositore tornò al Festival nel 1972 con La foresta selvaggia, cantata da Marisa Sacchetto, che non ottenne molto successo; nello stesso anno partecipò a Un disco per l'estate con Io, interpretata da Patty Pravo, che però non venne ammessa alla fase finale.
Sempre in qualità di autore, nel 1973 insieme a Giancarlo Bigazzi tornò al Festival di Sanremo con il brano Come sei bella, cantato dal complesso dei Camaleonti: la canzone si piazzò all'undicesimo posto; nello stesso anno ritornò a Un disco per l'estate con La città, interpretata da Marisa Sacchetto. Nel 1975 partecipò ancora allo Zecchino d'Oro con Riaccattattà, su testo di Adelio Cogliati. Nello stesso anno compose alcune canzoni per Franco Califano: O.K. papà, Devo dormire, Primo di settembre, Secondo me, l'amore... (So' distrutto), Eri mia.
Nel 1979 produsse B/N (ovvero "Bianco e nero"), il terzo album della band Il Giardino dei Semplici, pubblicato dalla WEA. Vince Tempera ne curò gli arrangiamenti, mentre i sette brani inediti furono scritti da Gianfranco Caliendo (musiche) e Gianni Averardi (testi), componenti del gruppo. Cavallaro incise anche un cameo "parlato" in vernacolo, nel brano Tira a campà (b-side del singolo di punta Tu, tu, tu), dove interpreta un imbonitore napoletano. L'album è considerato uno dei capisaldi del Neapolitan Power, e fu un successo commerciale.
Proseguì l'attività fino agli anni ottanta, per poi ritirarsi. Collabora nuovamente con Il Giardino dei Semplici, producendo il loro 45 giri Carnevale da buttare (1980). In seguito, un brano scritto da Cavallaro con il frontman della band Gianfranco Caliendo, Donna bianca, donna nera, fu poi realizzato e inserito nel quarto album della formazione, ...E amiamoci (1982).
Fu attivo anche in radio, guidando sino al 1988 un'importante emittente radiofonica veronese, Radio Globo, aiutando a crescere molti conduttori radiofonici e creando programmi innovativi come 'i nefandiani' e 'febbre infernale'. Radio Globo, grazie alla consolidata amicizia di Cavallaro con Salvetti, sarà anche la radio ufficiale del Festivalbar nel 1986 e 1987.

## Discografia parziale

### Singoli incisi con The Ander's Quartet
- 1960: Bella bimba/Nessuno al mondo (Excelsius, EXS 0252)
- 1960: Quando la luna/Salomon (Excelsius, EXS 0254)
- 1960: Chi sarà/Café chantant (Excelsius, EXS 0264)

### Singoli incisi con The Four Ander's
- 1963: Ma perché/Gita nel cielo (Fonit Cetra, SP 1182)

## Canzoni scritte da Claudio Cavallaro
| Anno | Titolo                   | Autori del testo                        | Autori della musica                     | Interpreti                     |
| ---- | ------------------------ | --------------------------------------- | --------------------------------------- | ------------------------------ |
| 1967 | Amico ascoltami          | Ermanno Parazzini                       | Claudio Cavallaro                       | Gene Pitney                    |
| 1967 | Dicono                   | Luigi Menegazzi                         | Claudio Cavallaro e Mauro Casini        | Simeone (il preicatore)        |
| 1967 | Era uno come noi         | Francesco Specchia                      | Claudio Cavallaro                       | I Profeti                      |
| 1967 | Mirell                   | Ermanno Parazzini                       | Claudio Cavallaro                       | I Profeti                      |
| 1968 | Non perdono mai          | Domenico Seren Gay e Francesco Specchia | Claudio Cavallaro e Roberto Negri       | The Rogers                     |
| 1968 | Vita facile              | Francesco Specchia                      | Claudio Cavallaro                       | Camaleonti                     |
| 1968 | Applausi                 | Luciano Beretta                         | Claudio Cavallaro                       | Camaleonti                     |
| 1968 | Il carnevale             | Giancarlo Bigazzi                       | Claudio Cavallaro                       | Caterina Caselli               |
| 1969 | Il lunedì                | Giancarlo Bigazzi e Ivo Callegari       | Claudio Cavallaro                       | Caterina Caselli               |
| 1969 | Tutto da rifare          | Giancarlo Bigazzi e Roberto Livraghi    | Claudio Cavallaro                       | Caterina Caselli               |
| 1969 | Fiori sull'acqua         | Giancarlo Bigazzi                       | Claudio Cavallaro                       | Caterina Caselli               |
| 1969 | Gloria                   | Giancarlo Bigazzi                       | Claudio Cavallaro                       | Camaleonti                     |
| 1969 | Ciao, Napoleone          | Luciano Beretta                         | Claudio Cavallaro                       | Gianluca de Micheli            |
| 1969 | Lisa dagli occhi blu     | Giancarlo Bigazzi                       | Claudio Cavallaro                       | Mario Tessuto                  |
| 1969 | Mi si ferma il cuore     | Giancarlo Bigazzi                       | Claudio Cavallaro e Mario Tessuto       | Mario Tessuto                  |
| 1969 | Nasino in su             | Giancarlo Bigazzi                       | Claudio Cavallaro e Totò Savio          | Mario Tessuto                  |
| 1969 | Dormi dormi              | Giancarlo Bigazzi                       | Claudio Cavallaro e Mario Tessuto       | Mario Tessuto                  |
| 1970 | Eternità                 | Giancarlo Bigazzi                       | Claudio Cavallaro                       | Camaleonti e Ornella Vanoni    |
| 1970 | Re di cuori              | Giancarlo Bigazzi                       | Claudio Cavallaro e Totò Savio          | Caterina Caselli e Nino Ferrer |
| 1970 | Viale Kennedy            | Giancarlo Bigazzi                       | Claudio Cavallaro                       | Caterina Caselli               |
| 1970 | La spia                  | Giancarlo Bigazzi                       | Claudio Cavallaro                       | Caterina Caselli               |
| 1971 | Hai ragione tu           | Leo Chiosso                             | Claudio Cavallaro                       | Marcella Bella                 |
| 1972 | La foresta selvaggia     | Paolo Limiti                            | Claudio Cavallaro                       | Marisa Sacchetto               |
| 1972 | La tua innocenza         | Paolo Limiti                            | Claudio Cavallaro                       | Massimo Ranieri                |
| 1972 | Il mio amore per Mario   | Paolo Limiti                            | Claudio Cavallaro                       | Marisa Sacchetto               |
| 1972 | Io                       | Giancarlo Bigazzi                       | Claudio Cavallaro                       | Patty Pravo                    |
| 1972 | Amore amaro              | Paolo Limiti                            | Claudio Cavallaro                       | Marisa Sacchetto               |
| 1973 | Come sei bella           | Giancarlo Bigazzi                       | Claudio Cavallaro                       | Camaleonti                     |
| 1973 | Donna donna              | Giancarlo Bigazzi                       | Claudio Cavallaro                       | Camaleonti                     |
| 1973 | Oggi il cielo è rosa     | Giancarlo Bigazzi                       | Claudio Cavallaro                       | Camaleonti                     |
| 1973 | La città                 | Giancarlo Bigazzi                       | Claudio Cavallaro                       | Marisa Sacchetto               |
| 1976 | Amore bellissimo         | Luciano Beretta                         | Claudio Cavallaro                       | Wess e Dori Ghezzi             |
| 1976 | Cercati un'anima         | Daniele Pace e Oscar Avogadro           | Claudio Cavallaro e Donato Ciletti      | I Profeti                      |
| 1978 | Anna Anna                | Daniele Pace e Oscar Avogadro           | Claudio Cavallaro e Donato Ciletti      | Donato Ciletti                 |
| 1982 | Donna bianca, donna nera | Gianfranco Caliendo e Claudio Cavallaro | Gianfranco Caliendo e Claudio Cavallaro | Il Giardino dei Semplici       |